# Saurauia castanifolia
Saurauia castanifolia är en tvåhjärtbladig växtart som beskrevs av Ridley. Saurauia castanifolia ingår i släktet Saurauia och familjen Actinidiaceae. Inga underarter finns listade i Catalogue of Life.